# Giedrius Tomkevičius
Giedrius Tomkevičius (29 febbraio 1984) è un ex calciatore lituano, di ruolo centrocampista.

## Caratteristiche tecniche
Mediano di centrocampo, può giocare anche come terzino destro.

## Carriera

### Club
Tomkevičius ha cominciato la carriera con la maglia dell'Ekranas, per cui ha giocato in A Lyga, la massima divisione del campionato locale. Ha contribuito alla vittoria finale di 5 campionati (2005, 2008, 2009, 2010, 2011 e 2012), di 2 Lietuvos Taurė (2009-2010 e 2010-2011) e di 2 Supertaurė (2010 e 2011).
Nel 2014, Tomkevičius è passato ai lettoni del Daugava Rīga, per cui ha esordito in Virslīga in data 22 marzo, schierato titolare nella sconfitta per 2-0 maturata sul campo del Ventspils. Il 10 maggio ha trovato la prima rete, con cui ha contribuito al successo per 0-2 sul campo del Metta/LU. Ha totalizzato 34 presenze e 3 reti in campionato, nel corso di questa stagione.
Nel 2015, libero da vincoli contrattuali, è passato al Bjørnevatn, compagine norvegese militante in 3. divisjon, quarto livello del campionato locale.

### Nazionale
A livello giovanile, Tomkevičius ha rappresentato la Lituania Under-16, Under-19 e Under-21. Ha disputato una partita anche in Nazionale maggiore, quando è subentrato a Mantas Savėnas nel pareggio per 1-1 contro la Moldavia.

## Statistiche

### Presenze e reti nei club
Statistiche aggiornate al 2 marzo 2018.
| Stagione          | Club              | Campionato        | Campionato | Campionato | Coppe nazionali | Coppe nazionali | Coppe nazionali | Coppe continentali | Coppe continentali | Coppe continentali | Supercoppe | Supercoppe | Supercoppe | Totale | Totale |
| Stagione          | Club              | Comp              | Pres       | Reti       | Comp            | Pres            | Reti            | Comp               | Pres               | Reti               | Comp       | Pres       | Reti       | Pres   | Reti   |
| ----------------- | ----------------- | ----------------- | ---------- | ---------- | --------------- | --------------- | --------------- | ------------------ | ------------------ | ------------------ | ---------- | ---------- | ---------- | ------ | ------ |
| 2001              | Ekranas           | A                 | 7          | 0          | CL              | ?               | ?               | -                  | -                  | -                  | -          | -          | -          | 7+     | 0+     |
| 2002              | Ekranas           | A                 | 26         | 0          | CL              | ?               | ?               | -                  | -                  | -                  | -          | -          | -          | 26+    | 0+     |
| 2003              | Ekranas           | A                 | 19         | 0          | CL              | ?               | ?               | -                  | -                  | -                  | -          | -          | -          | 19+    | 0+     |
| 2004              | Ekranas           | A                 | 21         | 1          | CL              | ?               | ?               | CU                 | 4                  | 0                  | -          | -          | -          | 25+    | 1+     |
| 2005              | Ekranas           | A                 | 33         | 0          | CL              | ?               | ?               | -                  | -                  | -                  | -          | -          | -          | 33+    | 0+     |
| 2006              | Ekranas           | A                 | 34         | 1          | CL              | ?               | ?               | UCL                | 4                  | 1                  | -          | -          | -          | 38+    | 2+     |
| 2007              | Ekranas           | A                 | 25         | 2          | CL              | ?               | ?               | CU                 | 2                  | 0                  | -          | -          | -          | 27+    | 2+     |
| 2008              | Ekranas           | A                 | 26         | 1          | CL              | ?               | ?               | Int                | 4                  | 0                  | -          | -          | -          | 30+    | 1+     |
| 2009              | Ekranas           | A                 | 27         | 1          | CL              | ?               | ?               | UCL                | 2                  | 0                  | -          | -          | -          | 29+    | 1+     |
| 2010              | Ekranas           | A                 | 27         | 1          | CL              | ?               | ?               | UCL                | 2                  | 0                  | SL         | ?          | ?          | 29+    | 1+     |
| 2011              | Ekranas           | A                 | 26         | 0          | CL              | ?               | ?               | UCL                | 3                  | 0                  | SL         | ?          | ?          | 29+    | 0+     |
| 2012              | Ekranas           | A                 | 27         | 1          | CL              | 4               | 0               | UCL                | 3                  | 0                  | -          | -          | -          | 34+    | 1+     |
| 2013              | Ekranas           | A                 | 21         | 6          | CL              | 1               | 0               | UCL                | 2                  | 0                  | SL         | 1          | 0          | 25     | 6      |
| Totale Ekranas    | Totale Ekranas    | Totale Ekranas    | ?          | ?          |                 | ?               | ?               |                    | -                  | -                  |            | -          | -          | ?      | ?      |
| 2014              | Daugava Rīga      | VL                | 34         | 3          | CL+CdL          | 2+0             | 1+0             | UEL                | 2                  | 0                  | -          | -          | -          | 38     | 4      |
| 2015              | Bjørnevatn        | 3D                | ?          | ?          | CN              | ?               | ?               | -                  | -                  | -                  | -          | -          | -          | ?      | ?      |
| 2016              | Bjørnevatn        | 3D                | ?          | ?          | CN              | ?               | ?               | -                  | -                  | -                  | -          | -          | -          | ?      | ?      |
| 2017              | Bjørnevatn        | 4D                | ?          | ?          | CN              | ?               | ?               | -                  | -                  | -                  | -          | -          | -          | ?      | ?      |
| 2018              | Bjørnevatn        | 3D                | 0          | 0          | CN              | 0               | 0               | -                  | -                  | -                  | -          | -          | -          | 0      | 0      |
| Totale Bjørnevatn | Totale Bjørnevatn | Totale Bjørnevatn | ?          | ?          |                 | ?               | ?               |                    | -                  | -                  |            | -          | -          | ?      | ?      |
| Totale            | Totale            | Totale            | 33         | 7          |                 | 4               | 1               |                    | 7                  | 0                  |            | -          | -          | 44     | 8      |

### Cronologia presenze e reti in nazionale
| Cronologia completa delle presenze e delle reti in nazionale ― Lituania | Cronologia completa delle presenze e delle reti in nazionale ― Lituania | Cronologia completa delle presenze e delle reti in nazionale ― Lituania | Cronologia completa delle presenze e delle reti in nazionale ― Lituania | Cronologia completa delle presenze e delle reti in nazionale ― Lituania | Cronologia completa delle presenze e delle reti in nazionale ― Lituania | Cronologia completa delle presenze e delle reti in nazionale ― Lituania | Cronologia completa delle presenze e delle reti in nazionale ― Lituania |
| Data                                                                    | Città                                                                   | In casa                                                                 | Risultato                                                               | Ospiti                                                                  | Competizione                                                            | Reti                                                                    | Note                                                                    |
| ----------------------------------------------------------------------- | ----------------------------------------------------------------------- | ----------------------------------------------------------------------- | ----------------------------------------------------------------------- | ----------------------------------------------------------------------- | ----------------------------------------------------------------------- | ----------------------------------------------------------------------- | ----------------------------------------------------------------------- |
| 19-11-2008                                                              | Tallinn                                                                 | Lituania                                                                | 0 – 0                                                                   | Moldavia                                                                | Amichevole                                                              | -                                                                       |                                                                         |
| Totale                                                                  |                                                                         | Presenze                                                                | 1                                                                       |                                                                         | Reti                                                                    | 0                                                                       |                                                                         |

## Palmarès

### Club

#### Competizioni nazionali
- Campionato lituano: 6

Ekranas: 2005, 2008, 2009, 2010, 2011, 2012
- Coppa di Lituania: 2

Ekranas: 2009-2010, 2010-2011
- Supercoppa di Lituania: 2

Ekranas: 2010, 2011